# Flagge Bahrains
Die Flagge des Königreichs Bahrain besteht aus einem senkrechten weißen Streifen links und einem roten Streifen rechts. Beide Farbfelder sind durch fünf Dreiecke getrennt, die wie eine Zick-Zack-Linie wirken. Die Farbe Rot weist auf die charidjitsche Glaubensrichtung hin, die Farbe Weiß auf den Frieden zu seinen Nachbarn. Die fünf Dreiecke schließlich symbolisieren die Fünf Säulen des Islam.
Die Flagge Katars hatte ursprünglich identische Farben und konnte mit ihrem ähnlichen Aufbau auch leicht mit jener Bahrains verwechselt werden. Um das zu vermeiden, wurde der Umstand genutzt, dass der rote Farbstoff, der zur Flaggenfärbung verwendet wurde, sich durch die Sonne dunkel verfärbte. Daher ist die Flagge Katars nun bordeauxrot. Außerdem unterscheiden sich die Flaggen in ihrer heutigen Form durch die verwendeten Seitenverhältnisse.

## Rechtliche Vorgaben

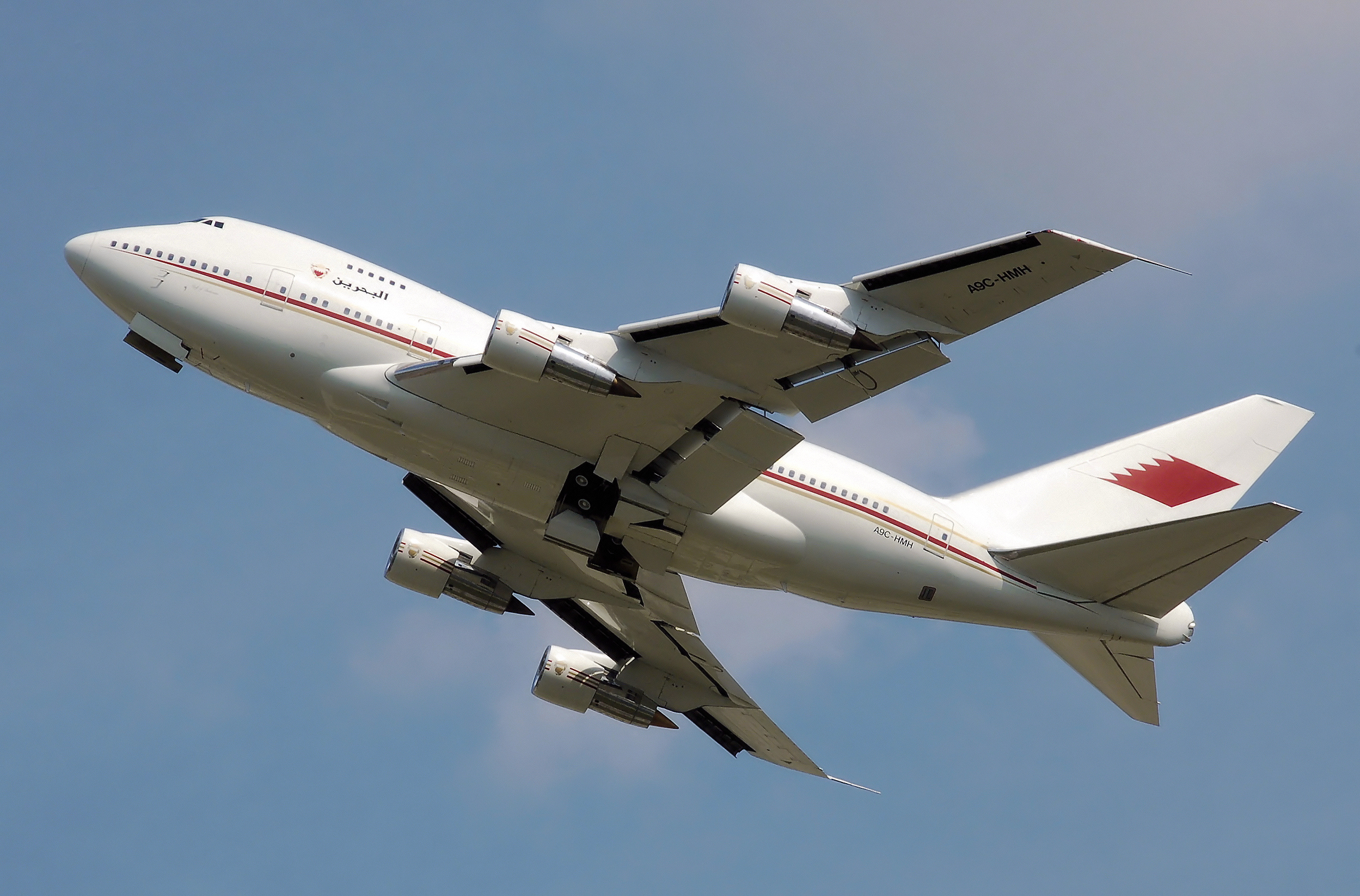
Die Flagge Bahrains auf dem königlichen Flugzeug (vgl. Artikel VI)

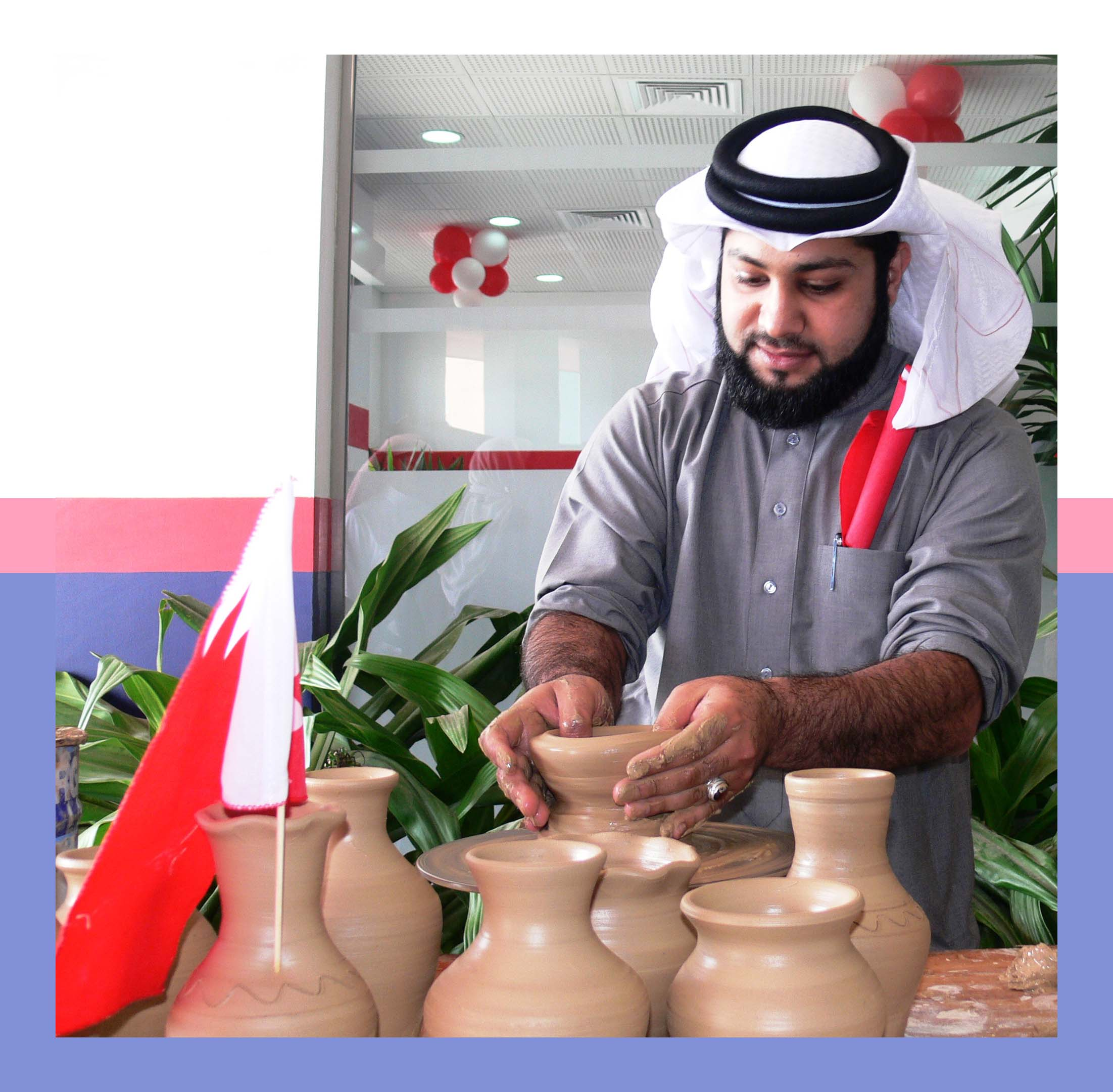
Ein Töpfer mit der Flagge (vgl. Artikel VIII)

Die Flaggen des Königreiches und deren Benutzung sind im königlichen Dekret zum Gesetz Nr. 4 von 2002 festgelegt:
- Artikel I: Die Flagge des Königreiches Bahrain ist rechteckig und in zwei Bereiche, einen roten und einen weißen, geteilt.
- Artikel II: Seine Majestät der König hat seine eigene Flagge, für die noch eine königliche Verordnung veröffentlicht wird, um deren Gestalt, Maße und Nutzung festzulegen.
- Artikel III: Die Flagge des Königreichs Bahrain ist am Königlichen Gericht, an den Palästen, Regierungsgebäuden, öffentlichen Einrichtungen, Botschaften, bahrainischen Vertretungen im Ausland und auf bahrainischen Schiffen zu setzen.
- Artikel IV: Jedes nicht-bahrainische Schiff, das in die Hoheitsgewässer des Königreichs Bahrain fährt, muss die Flagge des Königreiches setzen und diese zeigen, bis es die Hoheitsgewässer des Königreichs wieder verlässt.
- Artikel V: Die Flagge muss an Regierungsgebäuden und öffentlichen Einrichtungen an öffentlichen Feiertagen und zu besonderen Anlässen von Sonnenaufgang bis Sonnenuntergang gesetzt werden.
- Artikel VI: Die Flagge des Königreichs Bahrain darf nicht an Fahrzeugen gesetzt werden, mit Ausnahme von offiziellen Fahrzeugen zu protokollarischen Zwecken.
- Artikel VII: Im Falle von Staatstrauer wird die Flagge auf halbmast gesetzt.
- Artikel VIII: Die Flagge des Königreichs Bahrain darf nicht zu kommerziellen Zwecken genutzt werden.
- Artikel IX: Im Falle einer anderen Nutzung, die nicht in diesem Gesetz aufgeführt ist, kann eine Strafe von bis zu einem Monat Gefängnis und eine Geldstrafe von bis zu 100 Bahrain-Dinar verhängt werden.
- Artikel X: Der Premierminister muss den Inhalt des Dekrets über die Bestimmungen zu der Flagge veröffentlichen.
- Artikel XI: Der Premierminister muss die Bestimmungen dieses Gesetzes in Kraft setzen, die ab ihrer Veröffentlichung im offiziellen Gesetzblatt gültig sein werden.

## Historische Flaggen Bahrains
Die ältesten Flaggen von Bahrain waren rot. Im Jahr 1820 wurde der weiße Streifen hinzugefügt, um den Waffenstillstand zwischen Bahrain und seinen Nachbarn darzustellen; anderen Quellen zufolge auf Betreiben der Royal Navy, um Verwechslungen mit den damals im Arabischen Meer roten Piratenflaggen zu vermeiden. In Artikel III des Generalvertrages zwischen den Engländern und einigen Golfstaaten war vorgesehen, dass „befreundete Araber zu Land und zu See eine rote Flagge, mit und ohne Buchstaben darin und mit einem weißen Randstreifen führen sollen“. Die Dreiecke wurden später hinzugefügt, um die Flagge von denen seiner Nachbarn unterscheiden zu können (Vergleiche dazu: Flagge der Vereinigten Arabischen Emirate). Ursprünglich wies die Flagge mehr als fünf Zacken auf. Am 19. August 1972 wurde erstmals die Anzahl der Zacken reduziert. Zum Seitenverhältnis gibt es unterschiedliche Angaben von 3:4 und 3:5. Zudem war damals auch noch eine Flagge ohne Zacken als zweite Version im Gebrauch. Am 17. Februar 2002 wurde die marginal modifizierte, heutige Form eingeführt.
| Historische Flaggen | Historische Flaggen | Historische Flaggen | Historische Flaggen |
| ------------------- | ------------------- | ------------------- | ------------------- |
|                     | vor 1820            |                     | 1820 bis 1932       |
|                     | 9:13 1932 bis 1972  |                     | 3:4 1972–2002       |

## Flagge des Königs

Flagge des Königs

Der Emir von Bahrain benutzte seit 1932 eine Flagge, bei der zur Flagge des Landes je ein schmaler, weißer Streifen oben und unten zugefügt wurden. Die Änderungen der Anzahl der Zacken und des Seitenverhältnisses wurde bei der Flagge des Emirs ebenso durchgeführt, auch 2002 bei der Umwandlung Bahrains zum Königreich. Zusätzlich trägt die Flagge nun eine goldene Krone in der Gösch.

## Quelle
- Flags of the World – Bahrain (englisch)